# Język yaul
Język yaul, także: ulwa, yaul-dimiri – język papuaski używany w prowincji Sepik Wschodni w Papui-Nowej Gwinei. Według danych z 2003 roku posługuje się nim 1210 osób.
Wyróżnia się dwa główne dialekty: dialekt wsi Maruat, Dimiri i Yaul oraz dialekt wsi Manu. Różnice między nimi dotyczą przede wszystkim leksyki.
Jest spokrewniony z językami langam (pondi) i mwakai (mongol). R. Barlow określił je wspólnym mianem „języków ulmapo”. Pierwotnie języki te znalazły się w postulowanej rodzinie sepik-ramu. W publikacji Glottolog (2.2) powstrzymano się od określania ich zewnętrznej klasyfikacji. W. Foley (2018) włączył wszystkie trzy pod pojęcie „języków koam”, zaliczając je do grupy grass języków ramu (w ramach rodziny języków Ramu i dolnego Sepiku). W innej klasyfikacji (T. Usher, R. Barlow, także Glottolog 4.6) należą do niewielkiej rodziny keram, jako przedstawiciele gałęzi zachodniej/ulmapo.
Silnie zagrożony wymarciem. Jest wypierany przez tok pisin, który dominuje w praktycznie wszystkich sferach życia. Doszło do zaniku przekazu międzypokoleniowego.
Nazwa „ulwa” jest preferowana przez użytkowników języka. Spotykane w literaturze określenie „yaul” pochodzi od nazwy jednej z wsi.
Został opisany w postaci opracowania gramatycznego (2018, 2023) . W 2018 r. zaproponowano ortografię opartą na alfabecie łacińskim.